# Музеї Андорри
Це список музеїв в Андоррі.

## Список
- Національний автомобільний музей
- Будинок-музей Арені-Пландоліта
- Поштовий музей Андорри
- Будинок-музей Рулл
- Музей Viladomat
- Музей моделі Андорри
- Музей мікромініатюри Ніколая Сіадристі
- Музей парфумів
- Музей Каса Крісто

## Зовнішні посилання
- Музеї Андорри